# Garnotia ciliata
Garnotia ciliata är en gräsart som beskrevs av Elmer Drew Merrill. Garnotia ciliata ingår i släktet Garnotia och familjen gräs. Inga underarter finns listade i Catalogue of Life.